# تعلقه گرهی خیرو
تعلقه گرهی خیرو (به انگلیسی: Garhi Khairo Taluka) یک شهر در پاکستان است.